# Emie
emie（エミー）は、日本の歌手。茨城県土浦市出身。

## 略歴
モデルとしてCMやスチールの経験を積んだのち2011年10月、幼いころからの夢であった歌手としてCDデビュー。2013年5月、テイチクエンタテインメントのグロビュールレーベルより配信リリース。
ビーシャープに所属していたが、2014年2月15日に活動休止をブログで報告。同年7月2日に土浦市でのライブにより活動再開、以降はフリーで活動している。

## ディスコグラフィ
| 発売日         | タイトル     | 規格No.    | 収録曲                                         | レーベル                                        | 形式 |
| -------------- | ------------ | ---------- | ---------------------------------------------- | ----------------------------------------------- | ---- |
| 2011年10月16日 | ナナイロの恋 | RGBC-10001 | ナナイロの恋 / まんまるビーズ / ソライロリボン | Roy.G.Biv Records                               | CD   |
| 2013年5月15日  | ねぇ         |            | ねぇ / あの日のタンポポ                        | テイチクエンタテインメント グロビュールレーベル | 配信 |

## ラジオ
- FMうらやす（エフエム浦安）「Little Pop」（2013年5月 - 2013年10月）メインパーソナリティ

## インターネットTV
- あっ!とおどろく放送局「emieのSweet song」（2011年10月 - 2012年3月）メインMC
- あっ!とおどろく放送局「emieのやっぱりSweet song」（2012年3月 - 2012年6月）メインMC
- WALLOP放送局「MDN academy」（2012年7月 - 2012年12月）レギュラー出演